# Palace of Auburn Hills

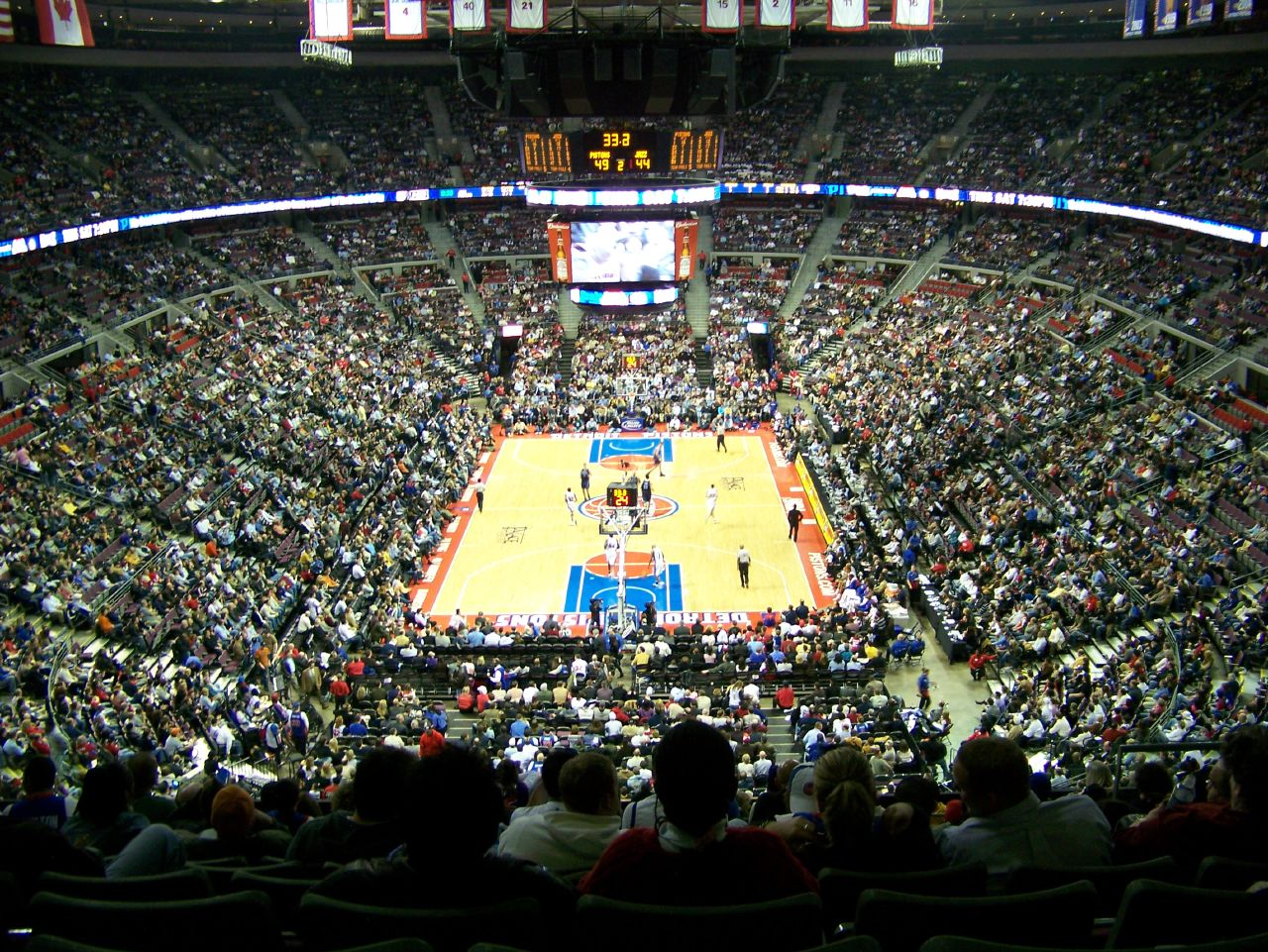
Spiel der Detroit Pistons gegen die Utah Jazz (2006)

Der Palace of Auburn Hills, oft nur The Palace genannt, war eine Mehrzweckhalle in der US-amerikanischen Stadt Auburn Hills im Bundesstaat Michigan, die regulär 22.076 Zuschauern Platz bot. Von ihrer Eröffnung 1988 bis zum Umzug in die Little Caesars Arena 2017 war sie die Heimstätte der Detroit Pistons aus der National Basketball Association (NBA), daneben wurde die Halle vor allem für Konzerte und Boxkämpfe genutzt. Lange Zeit wurde die Halle ebenfalls für Eishockey, Arena Football und Hallenfußball genutzt.

## Geschichte
Vor der Eröffnung des Palace hatten die Pistons keine angemessene Spielstätte. Von 1957 bis 1978 trug die Mannschaft ihre Spiele im Detroit’s Olympia Stadium und in der Cobo Arena aus. Beide Hallen galten als zu klein für die NBA. 1978 entschied der Besitzer der Pistons, Bill Davidson, die neugebaute Joe Louis Arena nicht mit den Detroit Red Wings zu teilen, sondern zog in den Pontiac Silverdome um. Obwohl der Silverdome große Besuchermassen empfangen konnte, bot er nur suboptimale Sichtverhältnisse für Basketballspiele. Eine Investorengruppe um Davidson kaufte daraufhin Land in Auburn Hills und baute den Palace of Auburn Hills für relativ günstige 70 Mio. Dollar, ohne öffentliche Zuschüsse.
Die Arena wurde rechtzeitig für die erste NBA-Saison der Pistons eröffnet (NBA 1988/89). Seither wird, wenn eine der zwei Basketballmannschaften einen Titel gewonnen hat, die Adresse des Stadions geändert. Die aktuelle Adresse lautet 6 Championship Drive, in Anlehnung an die drei NBA-Titel der Detroit Pistons und der drei WNBA-Titel der Detroit Shock. Die ursprüngliche Anschrift lautete 3777 Lapeer Road.
Der erste musikalische Auftritt war der von Sting, am 13. August 1988. Es folgten Auftritte von David Lee Roth, Eric Clapton, Pink Floyd oder Crosby, Stills and Nash. Auch Pop-Star Britney Spears hatte schon mehrere Auftritte in der Arena. Am 19. November 2004 war der Palace der Schauplatz einer der berühmtesten Schlägereien im amerikanischen Profi-Sport, in der Spieler und Fans der Detroit Pistons und der Indiana Pacers verwickelt waren.
2017 haben die Detroit Pistons den Palace of Auburn Hills verlassen. Seit der Saison 2017/18 spielt das Basketball-Team in der neuen Little Caesars Arena in Detroit.
Am 23. September 2017 fand mit dem Auftritt von Bob Seger & the Silver Bullet Band vor 17.000 Besuchern das letzte Konzert im Palace statt. Am 12. Oktober 2017 wurde der Palace of Auburn Hills geschlossen und daraufhin verkauft.
Im Frühjahr 2020 begannen am Palace of Auburn Hills die Abrissarbeiten. Am 11. Juli des Jahres wurde das entkernte Gebäude mit einer gezielten Sprengung zum Einsturz gebracht.

## Kapazität
Der Palace of Auburn Hills war eine der größten Basketballarena in der NBA, was den Pistons zum höchsten Zuschauerschnitt der Liga von 2002 bis 2008 verhalf.
Die große Sitzplatzanzahl (22.076 Plätze für Basketball, bis zu 23.000 für Konzerte mit einer Bühne an einem Ende der Halle und 24.276 für Konzerte mit zentraler Bühne) und die Lage in einem Vorort von Detroit machten den Palace zu einem beliebten Austragungsort für große Konzerte und, zu einem klein wenig geringeren Ausmaß, für große Boxkämpfe. Die Kapazität für Basketballspiele wurde im Sommer des Jahres 1997 von 21.454 auf 22.076 erhöht.